# Chauliognathus epipleuralis
Chauliognathus epipleuralis es una especie de coleóptero de la familia Cantharidae.

## Distribución geográfica
Habita en Bolivia.